# Joe Gordon
Joe Gordon (15. května 1928 Boston, Massachusetts, USA – 4. listopadu 1963 Santa Monica, Kalifornie, USA) byl americký jazzový trumpetista. Svou profesionální kariéru zahájil v roce 1947, kdy hrál v různých podnicích v okolí Bostonu. V roce 1956 se stal členem big bandu Dizzy Gillespieho, kde však dlouho nevydržel. V roce 1955 vydal u vydavatelství EmArcy Records své první album jako leader nazvané Introducing Joe Gordon; doprovázeli jej zde saxofonista Charlie Rouse, klavírista Junior Mance, kontrabasista Jimmy Schenck a bubeník Art Blakey. Své druhé album jako leader vydal až v roce 1961; neslo název Lookin' Good!, vyšlo u Contemporary Records a doprovázeli jej na něm saxofonista Jimmy Woods, klavírista Dick Whittington, kontrabasista Jimmy Bond a bubeník Milt Turner. Zemřel při požáru domu ve svých pětatřiceti letech.